# ダックスフォード
ダックスフォード (Duxford) は、イギリス、ケンブリッジシャーのヴィレッジである。

## 施設
帝国戦争博物館の1つであるダックスフォード帝国戦争博物館がある。
ダックスフォード飛行場は、第一次世界大戦時に建設された空軍施設で、第二次世界大戦ではバトル・オブ・ブリテンと対独空爆の基地となった。現在は帝国戦争博物館と州政府の共有となっている。